# Chloé Valentini
Chloé Valentini (* 19. April 1995 in Morteau, geborene Chloé Bouquet) ist eine französische Handballspielerin, die dem Kader der französischen Nationalmannschaft angehört.

## Karriere

### Im Verein
Chloé Valentini begann das Handballspielen in ihrer Geburtsstadt bei CA Morteau HB. Im Jahr 2011 wechselte sie zu ESBF. Zur Saison 2013/14 rückte sie in den Kader der Erstligamannschaft von ESBF. 2014 stieg sie mit ESBF in die zweithöchste französische Spielklasse ab, jedoch gelang der Mannschaft im darauffolgenden Jahr der sofortige Wiederaufstieg in die Division 1. Im Jahr 2017 unterschrieb sie ihren ersten Profivertrag. In den folgenden Spielzeiten konnte sie sich mehrfach mit ESBF für den Europapokal qualifizieren. Zur Saison 2021/22 wechselte Valentini zum Ligakonkurrenten Metz Handball. Mit Metz gewann sie 2022, 2023, 2024 und 2025 die französische Meisterschaft sowie 2022, 2023, 2024 und 2025 den französischen Pokal. Im März 2025 gab sie ihre Schwangerschaft bekannt.
Bei den EHF Excellence Awards im Jahr 2024 wurde sie als beste linke Außenspielerin der zurückliegenden Spielzeit ausgezeichnet.

### In der Nationalmannschaft
Valentini nahm mit der französischen Juniorinnennationalmannschaft an der U-20-Weltmeisterschaft 2014 teil. Im Jahr 2017 nahm sie mit der französischen Beachhandballnationalmannschaft an der Beachhandball-Europameisterschaft teil. Im Turnierverlauf erzielte sie sechs Punkte.
Valentini bestritt am 25. September 2019 ihr Debüt für die französische A-Nationalmannschaft gegen die Türkei. Noch im selben Jahr nahm sie an der Weltmeisterschaft teil, die Frankreich auf dem 13. Platz beendete. Valentini erzielte im Turnierverlauf insgesamt 14 Treffer. Im darauffolgenden Jahr gewann sie mit Frankreich die Silbermedaille bei der Europameisterschaft. Mit der französischen Auswahl gewann sie die Goldmedaille bei den Olympischen Spielen in Tokio. Valentini erzielte im Turnierverlauf insgesamt 16 Treffer. Im selben Jahr gewann sie bei der Weltmeisterschaft die Silbermedaille. Mit Frankreich gewann sie die Weltmeisterschaft 2023. Zusätzlich wurde sie in das All-Star-Team des Turniers gewählt. Bei den Olympischen Spielen in Paris gewann sie die Silbermedaille.